# Barry Award/Bester Erstlingsroman
Barry Award: Bester Erstlingsroman
Gewinner des Barry Awards in der Kategorie Bester Erstlingsroman (Best First Novel), mit dem seit 1997 das beste  Debütwerk eines Autors aus dem Krimi- oder Mystery-Genre auszeichnet wird, das im jeweiligen Vorjahr in den USA oder Kanada erschienen ist. 2005 siegte als erster nicht-englischsprachiger Autor der Spanier Carlos Ruiz Zafón mit dem Roman The Shadow of the Wind (Originaltitel: La Sombra Del Viento), der auch in Deutschland erfolgreich war, wo er unter dem Titel Der Schatten des Windes erschien.
| Jahr | Preisträger               | Romantitel                             | Deutscher Titel                    |
| ---- | ------------------------- | -------------------------------------- | ---------------------------------- |
| 1997 | Charles Todd              | A Test Of Wills                        | Die zweite Stimme                  |
| 1998 | Lee Child                 | Killing Floor                          | Größenwahn                         |
| 1999 | William Kent Krueger      | Iron Lake                              | Indianischer Winter                |
| 2000 | Donna Andrews             | Murder with Peacocks                   | Falscher Vogel fängt den Tod       |
| 2001 | David Liss                | A Conspiracy of Paper                  | Die Papierverschwörung             |
| 2002 | Chuck J. Box              | Open Season                            | Keine Schonzeit                    |
| 2003 | Julia Spencer-Fleming     | In the Bleak Midwinter                 | Das weiße Kleid des Todes          |
| 2004 | P. J. Tracy               | Monkeewrench                           | Spiel unter Freunden               |
| 2005 | Carlos Ruiz Zafón         | The Shadow of the Wind                 | Der Schatten des Windes            |
| 2006 | Stuart MacBride           | Cold Granite                           | Die dunklen Wasser von Aberdeen    |
| 2007 | Louise Penny              | Still Life                             | Denn alle tragen Schuld            |
| 2008 | Tana French               | In the Woods                           | Grabesgrün                         |
| 2009 | Tom Rob Smith             | Child 44                               | Kind 44                            |
| 2010 | Alan Bradley              | The Sweetness at the Bottom of the Pie | Flavia de Luce, Mord im Gurkenbeet |
| 2011 | Paul Doiron               | The Poacher's Son                      |                                    |
| 2012 | Taylor Stevens            | The Informationist                     | Mission Munroe – Die Touristin     |
| 2013 | Julia Keller              | A Killing in the Hills                 | Im dunklen Tal                     |
| 2014 | Barry Lancet              | Japantown                              | Japantown                          |
| 2015 | Julia Dahl                | Invisible City                         |                                    |
| 2016 | Ausma Zehanat Khan        | The Unquiet Dead                       |                                    |
| 2017 | Nicholas Petrie           | The Drifter                            | Drifter                            |
| 2018 | Jane Harper               | The Dry                                | Hitze                              |
| 2019 | C. J. Tudor               | The Chalk Man                          | Der Kreidemann                     |
| 2020 | Søren Sveistrup           | The Chestnut Man                       | Der Kastanienmann                  |
| 2021 | David Heska Wanbli Weiden | Winter Counts                          |                                    |